# رافائل لیزه‌گانگ
رافائل لیزه‌گانگ (آلمانی: Raphael Eduard Liesegang؛ ۱ نوامبر ۱۸۶۹ – ۱۳ نوامبر ۱۹۴۷) یک شیمی‌دان اهل آلمان بود.